# Barnabas Sibusiso Dlamini
Barnabas Sibusiso Dlamini (1942. május 15. – 2018. szeptember 28.) szváziföldi politikus.
1984 és 1993 között pénzügyminiszterként tevékenykedett. A Nemzetközi Valutaalap (IMF) ügyvezető igazgatója volt. 1996 és 2003 között Szváziföld miniszterelnöke volt. 2003-ban pedig III. Mswati király tanácsadó testületének tagja lett. A 2008. évi szeptemberi parlamenti választásokat követően ismét miniszterelnök lett. 2013-ban a választások után is kormányfő maradt, amelyet 2018. szeptember 4-i felmentéséig töltött be. Nem sokkal később 2018. szeptember 28-án 76 éves korában elhunyt.